# Winterburg
Winterburg är en kommun och ort i Landkreis Bad Kreuznach i förbundslandet Rheinland-Pfalz i Tyskland.
Kommunen ingår i kommunalförbundet Verbandsgemeinde Nahe-Glan tillsammans med ytterligare 33 kommuner.